# Jegłowa
Jegłowa (Duits: Riegersdorf) is een plaats in het Poolse district  Strzeliński, woiwodschap Neder-Silezië. De plaats maakt deel uit van de gemeente Przeworno en telt 730 inwoners.

## Verkeer en vervoer
- Station Jegłowa